# George Aidoo
George Aidoo est un boxeur ghanéen né le 23 février 1947 à Jama.

## Carrière
George Aidoo est médaillé d'argent dans la catégorie des poids moyens aux Championnats d'Afrique de boxe amateur 1968 à Lusaka. Il devait participer aux Jeux olympiques d'été de 1968 à Mexico, mais déclare forfait alors qu'il doit affronter le Bulgare Simeon Georgiev (en) au deuxième tour dans la catégorie des poids moyens.